# Spider Stacy

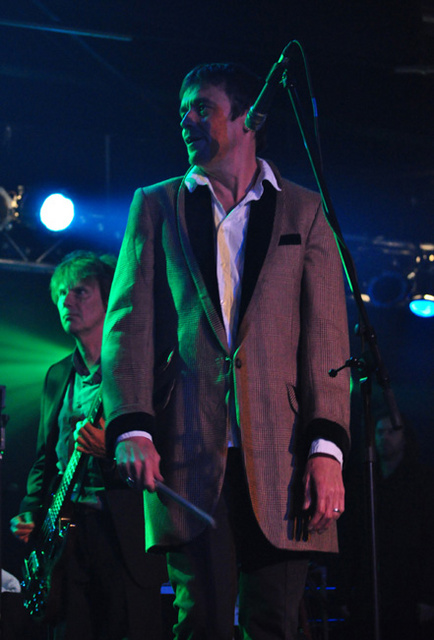
Spider Stacy, Milk Club, Moskau, 29. Aug. 2010 mit den Pogues

Peter „Spider“ Stacy (* 14. Dezember 1958 in Eastbourne/England) ist ein englischer Musiker und Songwriter. Er ist einer der Gründungsmitglieder der irisch/englischen Folk-Punk-Band The Pogues.

## Leben und Karriere
Den Spitznamen Spider bekam Stacy im Alter von 12 Jahren von einer Freundin aufgrund seines hageren Körpers und seiner langen Arme und Beine. Nachdem er im Alter von 16 Jahren von der Schule verwiesen worden war, schlug er sich mit den verschiedensten Gelegenheitsjobs durchs Leben. Unter anderem versuchte er sich als Autoverkäufer, ohne jedoch im Besitz eines Führerscheins zu sein.
Stacy begann seine Musikkarriere in den späten 1970er Jahren in Londons Punkrockszene als Frontmann der Millwall Chainsaws (später mit Shane MacGowan an der Gitarre), die sich später in The New Republicans umbenannten.
Nach kurzer Pause gründeten Stacy, Shane MacGowan, Jem Finer und James Fearnley The Pogues. Spider Stacy war hierbei für die Namensgebung verantwortlich, nachdem die Vorschläge der anderen (The Men They Couldn’t Hang und The Noisy Boysies) abgelehnt wurden. Er übernahm zusammen mit MacGowan den Gesang, benahm sich aber beim ersten Auftritt von Pogue Mahone so daneben, dass der Rest der Band ihn hinauswerfen wollte. Shane überzeugte sie jedoch, ihn in der Band zu belassen, wenn Stacy Tin Whistle lernen würde, und Stacy borgte sich hierfür ein Set mit Lehrbuch. Somit war seine Rolle in der Gruppe klar, die sie auch bis zum Ausscheiden von MacGowan 1991 aus der Band blieb.
Stacy blieb bei den Pogues, bis diese sich 1996 auflösten. Auf den letzten zwei Alben übernahm Stacy MacGowans Rolle als Leadsänger. Während dieser Zeit erreichten die Pogues ihren größten kommerziellen Erfolg in den amerikanischen Charts mit der Single Tuesday Morning, die Platz 11 der Billboard Charts erreichte. Es war somit die höchstplatzierte Single (Platz 18 in den UK Charts 1993), die ausschließlich von den Pogues produziert wurde. Die beiden anderen Singles, die höher platziert waren (Fairytale of New York und The Irish Rover), wurden mit Gastmusikern produziert (Kirsty MacColl und The Dubliners).
Stacy war von der Wiedervereinigung der Pogues 2001 bis zur erneuten Auflösung 2014 mit ihnen auf Tour.
2005 trat er mit Patti Smith in der Royal Festival Hall in London während ihrer Meltdown Tour auf. Er sang Joe Hill gemeinsam mit ihr und begleitete sie auf der Tin Whistle, während sie eine mittelalterliche Ballade zum Besten gab.
2007 erschien Stacy (zusammen mit Ronnie Drew) auf dem Dropkick Murphys Album The Meanest of Times. Es erreichte Platz 20 in den Billboard Charts und er trat regelmäßig auf ihrer Tour auf.
Im April 2011 trat Stacy zusammen mit Gogol Bordello im Tipitina's, New Orleans auf, wo sie gemeinsam Ewan MacColls Dirty Old Town aufführten. Auch mit Anton Newcombe von der Band Brian Jonestown Massacre nahm er 2009 eine neue Fassung des Titels auf.
Stacy war stark in Jean MacColls Kampagne Justice For Kirsty engagiert, bis diese in den Music Found for Cuba eingebunden wurde. Stacy und die Pogues unterstützen bis heute sie und ihre Familie in dieser Wohltätigkeitsorganisation.

## Andere Werke
Stacy wirkte in den Alex-Cox-Filmen Straight to Hell (1987) neben Darstellen wie Dennis Hopper, Jim Jarmusch, Palme-d'Or-Gewinnerin Kathy Burke, Dick Rude, Courtney Love, Joe Strummer und Grace Jones sowie Walker mit Joe Strummer, Ed Harris und Miguel Sandoval mit.